# Ścinawa (Oława)
Ścinawa (deutsch Deutsch Steine, 1945–1947 Kamienie) ist ein Dorf in Niederschlesien. Der Ort liegt in der Gmina Oława im Powiat Oławski in der polnischen Woiwodschaft Niederschlesien.

## Geographie

### Geographische Lage
Das Angerdorf Ścinawa liegt fünf Kilometer südöstlich des Gemeindesitzes und der Kreisstadt Oława (Ohlau) und rund 32 Kilometer südöstlich der Woiwodschaftshauptstadt Breslau. Der Ort liegt in der Nizina Śląska (Schlesische Tiefebene) innerhalb der Pradolina Wrocławska (Breslauer Urstromtal). Ścinawa liegt am linken Ufer der Oder.

### Nachbarorte
Nachbarorte von Ścinawa sind im Norden Ścinawa Polska (Odersteine), im Osten Lipki (Linden) und im Südwesten Godzikowice (Rosenhain).

## Geschichte
Das Dorf wurde um 1203 erstmals als Kamene erwähnt. 1288 erfolgte eine Erwähnung als Stinavia soie 1358 als Thewtunical Stinavia.
Nach dem Ersten Schlesischen Krieg 1742 fiel Deutsch Steine zusammen mit dem größten Teil Schlesiens an Preußen.
Nach der Neugliederung Preußens gehörte die Landgemeinde Deutsch Steine ab 1815 zur Provinz Schlesien und war ab 1816 dem Landkreis Ohlau eingegliedert. 1874 wurde der Amtsbezirk Thiergarten gegründet, welcher die Landgemeinden Deutsch Steine, Polnisch Steine und Thiergarten und den Gutsbezirk Deutsch Steine umfasste. 1885 zählte der Ort 291 Einwohner.
1933 zählte Deutsch Steine 429, 1939 wiederum 424 Einwohner. Bis 1945 befand sich der Ort im Landkreis Ohlau.
Als Folge des Zweiten Weltkriegs fiel Deutsch Steine wie fast ganz Schlesien 1945 an Polen, wurde zunächst in Kamienie umbenannt und der Woiwodschaft Breslau angegliedert. Die deutsche Bevölkerung wurde, soweit sie nicht vorher geflohen war, weitgehend vertrieben. 1947 erfolgte die Umbenennung in Ścinawa. Die neu angesiedelten Bewohner waren zum Teil Heimatvertriebene aus Ostpolen. 1999 kam der Ort zum Powiat Oławski in der Woiwodschaft Niederschlesien.

## Sehenswürdigkeiten
- Das Denkmal für die Gefallenen des Ersten Weltkriegs existiert bis heute. Die ehemalige Platte mit Inschriften wurde entfernt. Heute befindet sich hier eine hölzerne Platte mit einer hölzernen Jesusstatue.[6]
- Schlosspark

## Vereine
- Freiwillige Feuerwehr OSP Ścinawa